# Спас Борисоглебский
«Спас Борисогле́бский» (также «Спас Рома́новский») — икона Спаса Всемилостивого, созданная в XV веке. Находится в соборе Воскресения Христова города Тутаева. Является одной из наиболее известных икон Ярославской митрополии, почитается православными христианами как чудотворная.
Икона отличается большими размерами (около трёх метров в высоту и ширину). Образ Спасителя на иконе тёмен и слабо различим. Искусствовед, краевед и историк Юрий Шамурин приписывал изображению «не только небесную строгость, но и любовь, не только божественное величие, но и земное страдание, жалость к грешному и беспомощному человечеству…», а лик Христа на иконе характеризовал как «неуловимый и загадочный, как взгляд сфинкса, как улыбку Джоконды».

## Происхождение иконы
Русский искусствовед, краевед и историк Юрий Шамурин пересказывал две легенды, ходившие в Романове-Борисоглебске (так прежде назывался Тутаев) о происхождении иконы к началу XX века. Согласно одной легенде, икону принесла река Волга, и волны прибили её к берегу у Борисоглебска. Другая легенда рассказывала о даре некоего князя, в котором сам Шамурин видел впоследствии канонизированного в лике благоверных углицкого князя Романа Владимировича, основателя Романова во 2-й половине XIII века. Князю икона «Спас Борисоглебский» была якобы привезена некими «монахами из заморского края». По ещё одному местному преданию, образ «Спаса Борисоглебского» был написан святым преподобным Дионисием Глушицким (1363—1437) в начале XV века. Выдвигалась также версия создания иконы Дионисием Московским. Ярославский краевед начала XX века Н. Н. Теляковский приписывал её кисти учителя Дионисия Глушицкого в иконописании — архиепископа Ростовского святителя Феодора III (умер в 1394 году) — и поэтому датировал более ранним периодом — концом XIV века.

## Описание иконы
Размеры иконы велики (298 × 276 см, а по другим данным — 2 м 78 см шириной и 3 м 20 см высотой). Образ Спасителя на иконе тёмен и едва различим (его правая рука благословляет, а левая держит раскрытое Евангелие). На иконе, как предполагала кандидат искусствоведения Ирина Хохлова после проведённой в 2001—2002 годах реставрации, хитон Христа был написан алым цветом в нижних слоях и оранжевым — в пробелах, а гиматий — «сложно-синим», облака же — зелёно-голубыми, что соответствует цветовому строю иконы. Юрий Шамурин, описывая икону, отзывается о ней следующим образом: «почти саженный, тёмный и строгий лик, окаймлённый золотом резной рамы, одиноко вырисовывается в перспективе храма». Если на паперти светло и просторно, солнечные лучи через окна падают на «бархатные тона» фресок, то грозные аскетические черты Христа в полумраке собора окружены мистическим ореолом.
Авторы одного из советских путеводителей по Тутаеву Б. В. Гнедовский и Э. Д. Добровольская отмечали «величественное впечатление, которое производит потемневшая от олифы и времени» огромная икона на верующих и ценителей искусства. Авторы другого (Ю. Я. Герчук и М. И. Домшлак) описали «скорбный лик Нерукотворного Спаса… почти исчезнувший под слоем копоти и потемневшей олифы». Юрий Шамурин считал, что икона представляет собой выразительный контраст с радостной красотой храма XVII века, «углубляет и обосновывает её», так как является «отзвуком прежних веков — тревожных и грозных». Если фрески XVII века передают, по его мнению, кроткость и безмятежность душ художников, то

«страдающие и строгие глаза Спаса напоминают о другом искусстве, более древнем, но и более вдохновенном, воплотившем трепетное смирение народа-страдальца. Спас грозный и страдающий, проникновенно глядящий широко открытыми печальными глазами, весь лик незабвенно прекрасный своей одухотворённостью, свидетельствует о иконописном мастерстве XV и XVI веков. Это было робкое, художественно незначительное искусство, обладавшее несколькими, очень ограниченными, образами, бесконечно повторявшее одни и те же изображения».— Юрий Шамурин. Ярославль, Романов-Борисоглебск, Углич
По мнению Шамурина, создатель иконы «Спас Борисоглебский» не заботился о сложности и стройности композиции, а всё своё внимание и умение направил на достижение наибольшей выразительности лика. Тип Христа, с точки зрения искусствоведа, значительно превосходит свой византийский подлинник, так как искусство Византии «руководствовалось декоративными задачами и поэтому аскетическая строгость византийских ликов достаточно шаблонна и бессодержательна». В иконе же из Борисоглебска, по мнению Юрия Шамурина, отражены как небесная строгость, так и любовь, как божественное величие, так и земное страдание, и при этом от «неуловимого и загадочного» лика Спаса исходит «жалость к грешному и беспомощному человечеству». Шамурин сравнивал выражение его лица со взглядом египетского сфинкса и улыбкой Джоконды на картине Леонардо да Винчи, считая, что в нём получили отражение «вечное отношение человека к Богу», «торжественные слова молитвы», «ужас перед неведомым роком», «русская стихийная печаль и жалость», «отзвук кровавых битв и жажда покоя и созерцания». По мнению российского исследователя, всё это «в потемневших чертах Спаса» проявляется как «неуловимое и неделимое», поэтому способно оказывать сильнейшее воздействие на верующих. Кандидат филологических наук Елена Жукова писала, что мимо Спаса Борисоглебского «просто нереально» пройти и что дробный сюжет сделал бы икону менее впечатляющей.

## Икона «Спас Борисоглебский» в Воскресенском соборе

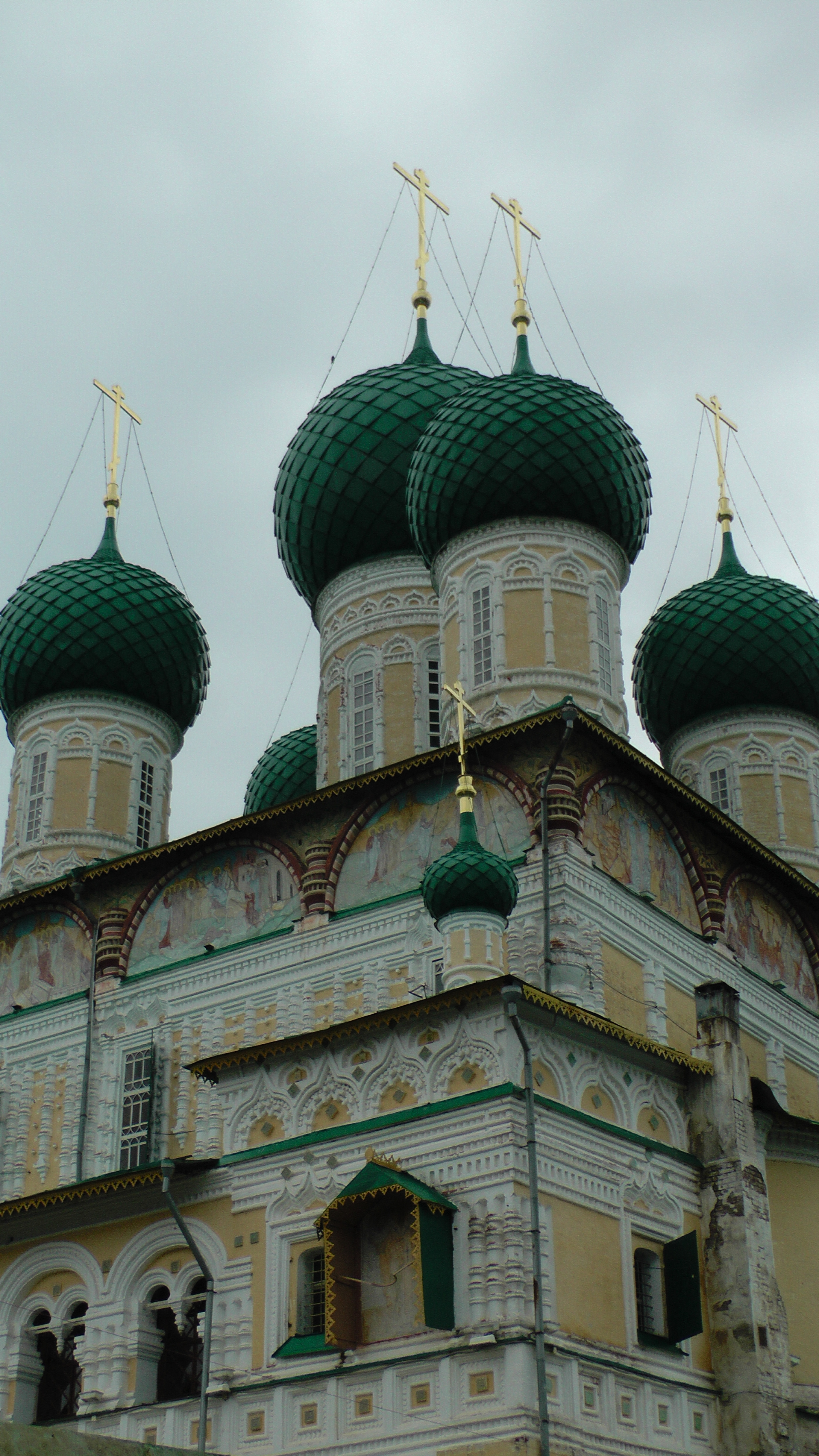
Собор Воскресения Христова в Тутаеве, где находится икона

Большой размер иконы современные искусствоведы связывают с её первоначальным назначением. Предположительно, она располагалась в куполе деревянного Борисоглебского храма и играла роль его «неба». Об этом свидетельствуют облака, изображённые вокруг лика Спасителя по периметру иконы. После завершения строительства Воскресенского собора образ Спаса был перенесён из ветхого деревянного храма, где он прежде находился, в «новый, верхний летний храм собора» и установлен в диаконнике. В связи с этим на северной и южной стенах диаконника в 1677—1678 годах (в это время осуществлялась роспись храма) был изображён деисусный чин со святыми, которые предстояли Христу, изображённому на иконе «Спас Борисоглебский», расположенной на восточной стороне. Н. Н. Теляковский считал, что икона располагалась в иконостасе, а не в «небе» деревянного храма Борисоглебского монастыря, находившегося когда-то на этом же месте.
Через десять лет в диаконнике был освящён Борисоглебский придел и установлен невысокий иконостас. Икона Спасителя оказалась над Царскими вратами Борисоглебского придела. В конце XVII — начале XVIII века «Спас Борисоглебский» был вынесен на середину храма и установлен в созданный для него киот. С этого времени вокруг иконы сложилось почитание, среди паломников к иконе было много старообрядцев. В 1749 году в Борисоглебск прибыл митрополит Ростовский и Ярославский Арсений Мацеевич, целью инспекции которого было закрытие существовавших здесь старообрядческих часовен. Арсений приказал увезти икону в Ростов Великий, посчитав, что она может стать поводом для укрепления раскола в Ярославской епархии. Теляковский считал, что решение Мацеевича было продиктовано желанием самому обладать столь удивительной иконой.
В 1793 году икона была возвращена в Романов-Борисоглебск (это произошло уже при архиепископе Ростовском Арсении Верещагине). Икону несли на руках от Ростова Великого до Борисоглебска. На небольшой реке Ковать на расстоянии трёх вёрст от Воскресенского собора процессия остановилась, чтобы протереть икону от дорожной пыли и умыться (по Теляковскому — для того, чтобы обмыть икону от придорожной пыли перед внесением в город 18 сентября 1793 года). По преданию, на месте, где была поставлена святыня, стал бить родник (в настоящее время над источником построена деревянная часовня). К XIX веку на иконе появились подвесы в виде серебряных рук и ног (благодарность верующих за исцеление конечностей).
Краевед Н. Н. Теляковский сообщал, что к началу XX века икона находилась в верхнем (главном) храме с левой стороны от входа.
Местные иконописцы создали многочисленные списки разных размеров, которые расходились по России. На пожертвования богомольцев для образа Спаса были изготовлены риза и венец из позолоченного серебра (последний был создан по случаю возвращения иконы в 1793 году; известно, что венец был вызолочен мастером Норского посада Александром Павловичем Быковым), которые были украшены драгоценностями. Ярославский краевед Н. Н. Теляковский отмечал, что вес изготовленной из серебра и позолоченной ризы к началу XX века составлял (без венца) два пуда и десять фунтов. Бриллиантовая брошь для украшения иконы и венец были пожертвованы столичной купчихой Ириной Ивановной Кисловой. Риза и венец были сняты в 1923 году во время кампании по изъятию церковных ценностей. Сам Воскресенский собор при советской власти не закрывался, и служба в нём не прерывалась. В том же 1923 году мастером из села Диево-Городище Леонидом Фёдоровичем Серебренниковым был изготовлен медный венец взамен конфискованного.

## Почитание иконы «Спас Борисоглебский» и легенды о ней

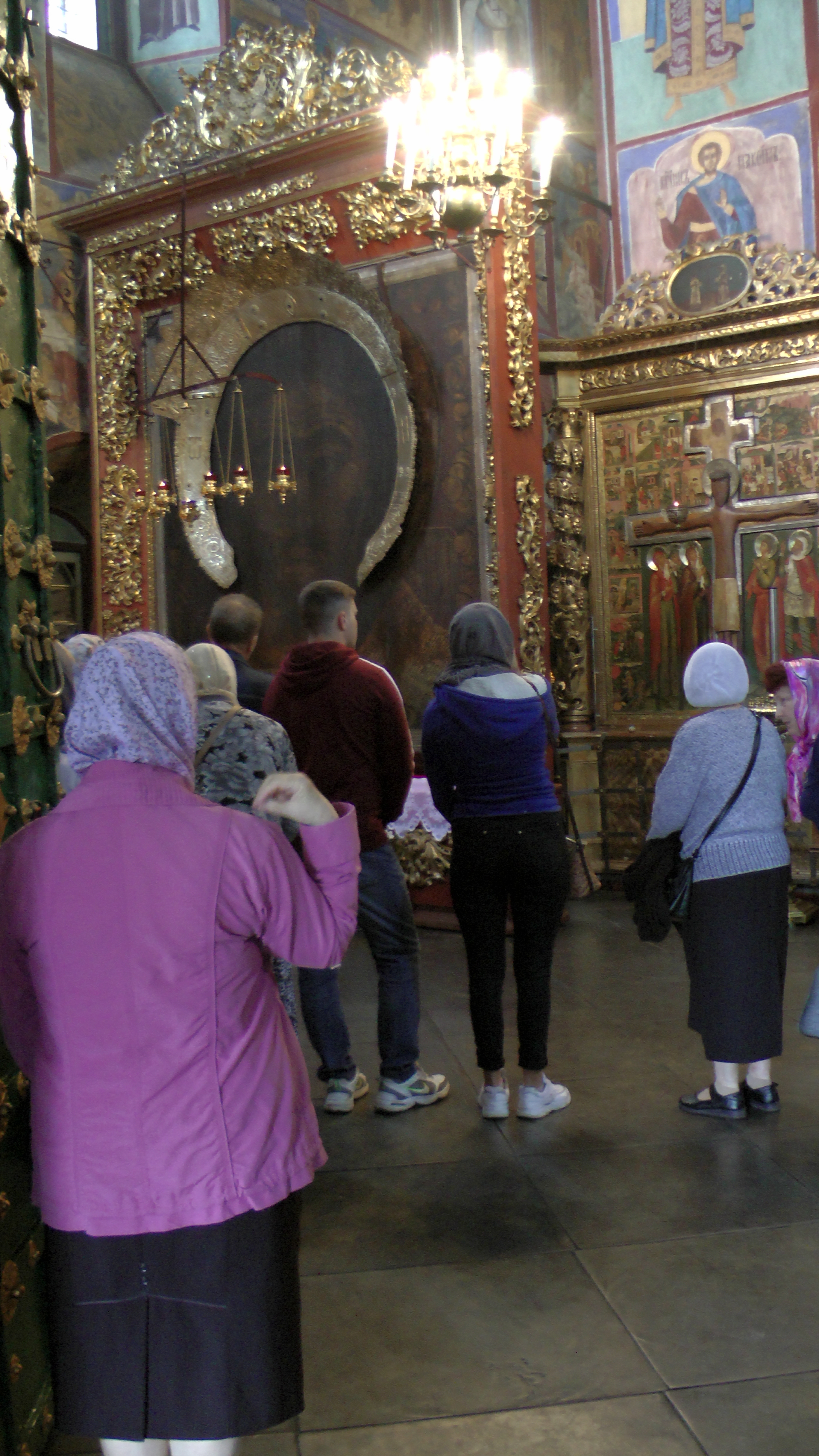
Молебен у иконы Спаса Борисоглебского, июль 2019 года

Пересказываемая С. А. Михеевым легенда рассказывает, что после взятия Казани Иван Грозный переселил перешедших на его сторону татарских мурз в Романов и в находившуюся на противоположном берегу Волги Борисоглебскую слободу. При этом татарам не запрещалось исповедовать ислам. Они строили вблизи храмов свои дворы, а их дети во время службы осмеливались бросать в верующих камни, стрелять в кресты из луков, оскорбляли православных священнослужителей. При этом татары испытывали страх перед образом «Спаса Борисоглебского». Другая легенда объясняет отказ местных органов советской власти от закрытия собора слухом среди большевиков о том, что, «если кто хоть попытается тронуть Всемилостивого Спаса с недобрыми намерениями, он тотчас же погибнет».
Икона почитается в качестве чудотворной как прихожанами Русской православной церкви, так и старообрядцами. Считается, что икона помогает при болезнях костей и суставов. Существует традиция проползать на коленях под иконой в специально устроенной нише под ней. В связи с переносом богослужений из летнего храма в зимний икона также перемещается. Перенесение в летний храм происходит в воскресенье перед днём празднования перенесения мощей Николая Чудотворца из Мир Ликийских в Бари (22 мая). Дата перенесения в зимний храм — воскресенье перед праздником Покрова Пресвятой Богородицы (14 октября).
Каждое лето совершались два крестных хода с иконой «Спас Борисоглебский» — один по Борисоглебской, а другой — по Романовской части Тутаева. Первый крестный ход был установлен после возвращения иконы из Ростова. Он проходит в десятое (по другим данным — девятое) воскресенье после Пасхи (престольный праздник Воскресенского собора). Второй крестный ход впервые был совершён в 1888 году в честь 900-летия Крещения Руси. Он проходил в воскресенье перед днём Илии Пророка. На крестные ходы съезжалось большое число паломников. Крестный ход начинался после поздней литургии. Образ устанавливался на носилках, которые имели право нести только мужчины (по одним данным, обычно требовалось 30—40 человек, по другим — в два раза больше). На Романовскую часть города шествие с иконой переправлялось через Волгу на пароме. У каждого городского храма шествие останавливалось. Икона Спасителя должна была «благословить» каждую церковь этой части города. У Спасо-Архангельской церкви накрывались столы, и несколько сотен жителей угощались сытным обедом. Традиция крестных ходов с образом «Всемилостивого Спаса» прервалась в советское время и была возобновлена в 1989 году.
Теляковский упоминал в своей книге о святынях Романова-Борисоглебска особые огромные носилки, предназначенные исключительно для переноса иконы «Спас Борисоглебский». Доктор исторических наук Кира Цеханская в своих двух монографиях о почитании икон и других православных святынь на Руси поместила изображение современных носилок для переноса иконы и упомянула о традиции проползать во время крестного хода под этими носилками. Она разместила в этих книгах фотографию описанного обычая в современном Тутаеве.

## Списки иконы
Икона «Спас Вседержитель (Романово-Борисоглебский)» второй половины XIX века (дерево, темпера, 33,5 × 25 см) находится в Рыбинском государственном историко-архитектурном и художественном музее-заповеднике (инвентарный номер — РБМ 17818, поступила в музей в 1996 году от Д. А. Сеничева, реставрировалась в 2002 году Е. А. Цаплиной). Иконописец следовал оригиналу в деталях: сужена к подбородку форма лица с небольшими, словно припухшими устами, раздвоена борода, глубоки продольные морщины на высоком лбу, пышная шапка волос даёт очертание правильного круга, округлые локоны расположены вдоль шеи и плеч, имеются абрис складок гиматия и «облачная» рамка средника. По мнению И. Л. Хохловой, автор иконы из Рыбинского музея делал список непосредственно с иконы-оригинала, не ограничиваясь прорисями. Она предполагала, что создатель списка иконы жил и работал в Романове-Борисоглебске.
Список с иконы «Спас Борисоглебский» присутствует в собрании икон в одном из храмов на Рогожском кладбище в Москве. В отличие от борисоглебской иконы, образ Спасителя из Рождественского храма более монументален, формы лика значительно массивнее и «тяжеловеснее». Другое положение имеет благословляющая правая рука, в другом ракурсе изображено раскрытое Евангелие. Текст в нём воспроизводит стих Евангелия от Матфея «Придите ко Мне все труждающиеся и обременённые, и Я успокою вас» (Мф. 11: 28).